# Blå bånd (Nordatlanten)
 For alternative betydninger, se Blå bånd. (Se også artikler, som begynder med Blå bånd)
Det blå bånd (Blue Riband) er en udmærkelse, som tilhører det skib, som har foretaget den hurtigste overfart over Nordatlanten primært i vestlig retning. Begrebet blå bånd er ikke baseret på nedskrevne regler og har aldrig haft en officiel dommerkommité, men er derimod skabt af journalister og blev først anvendt i en avisartikel omkring 1890. Konkurrencen om at være det hurtigste skib er ældre og startede i 1838, da de første skibe krydsede Atlanterhavet udelukkende med dampkraft og rederierne begyndte at kæmpe om passagererne, der var interesserede i at krydse så hurtigt som muligt.

## Regler
Der har aldrig eksisteret officielle nedskrevne regler for det blå bånd og det tildeltes aldrig af nogen organisation. Derfor eksisterer forskellige opfattelser. En kilde nævner disse to betingelser for at vinde det blå bånd:
- Rekordfarten skal ske fra Europa til Amerika
- Gennemsnitshastigheden skal være større end den hidtidige indehaver af det blå bånd

Overfartsretningen er vigtig, da strømforhold gør vest-øst-retningen nemmere. Bemærk at afgangs- og anløbshavnene ikke er nærmere defineret, og at det er overfartshastigheden (ikke overfartstiden), der er afgørende.
I 1930 tog Sir Harold Hales initiativet til stiftelse af - og bekostede - et trofæ (Hales Trophy), som herefter bliver tildelt hurtigste skib.
Siden 1935 har start- og slutpunkt været henholdsvis Bishop Rock, England, og Ambrose fyrskib, USA. Den korteste afstand mellem de to punkter er 2.777 sømil svarende til ca. 5.143 km. Den enkelte overfart vil være længere, afhængig af vind, vejr og havstrøm.
The Hales Trophy kan dog vindes for en hvilken som helst fartrekord på Nordatlanten - i begge retninger. De sidste tre vindere har alle sejlet i østgående retning, uden passagerer, da der var tale om positionerings-rejser fra Incat-værftet i Australien til redere i Europa. Den seneste var Catlink V, tilhørende Scandlines, i 1998. 
I dag er der i realiteten ikke noget skib, der vil være i stand til at vinde Det Blå Bånd, da udfordreren skal være et enkeltskrogsskib i passagerfart. Vore dages store krydstogtskibe har simpelthen ikke den slanke, strømlinede skrogform og heller ikke fremdriftsmidlerne til at nå op på de hastigheder, som de sidste store Atlanterhavslinere kunne skyde. Den nye Queen Mary II kommer tæt på med sin ”gammeldags” skrogfacon, men vil formentlig ikke kunne slå den sidste vinder af ”Båndet”, United States.

## Historie

### Hjuldampere
Rekordfarterne har derimod eksisteret siden 22. april 1838, hvor Sirius som første skib krydsede Atlanterhavet udelukkende ved dampkraft. Rekorden på 8,03 knob blev slået allerede få timer efter af SS Great Western med 8,66 knob. Selvom forskellen i hastighed var minimal, måtte Sirius indstille den planlagte rutefart, da passagererne kun ville sejle med Great Western.

### Skruedampere
Adriatic (1871) vandt det blå bånd i 1872 som det første skruedrevne dampskib med 14,53 knob.
SS City of Paris (1888) vandt det blå bånd i 1889 som det første dampskib med to skruer med 19,95 knob.

### 4-skruedampere med elektromotorer
Lusitania (1906) vandt det blå bånd i 1907 som første dampskib med elektromotorer med 23,99 knob.

### De sidste atlantikliners i kamp med flyvemaskinen
Efter 2. verdenskrig blev det almindeligt at flyve mellem Europa og Amerika. United States (1951) var det sidste passagerskib bygget til at krydse Atlanterhavet og havde det blå bånd fra 1952 til 1990 (34,51 knob).

### Katamaranfærgerne
Katamaranfærgen Hoverspeed Great Britain krydsede i 1990 Atlanten i østretningen og slog United States rekord fra 1952. Da færgen ikke var bygget til Europa-Amerika-overfarter kan man dog betvivle om færgen blev en "ægte" indehaver af det blå bånd. Den sidste øst-vest rekord (41,28 knob) blev taget af Scandlines færge Cat-Link V med dansk-australsk besætning i 1998, som i dag har Hales Trophy (i mellemtiden har færgen skiftet ejer til Fjord Line og navn til Fjordcat).

## Rekorder

### Vestgående
| Damper                   | Dato               | Rederi  | Fra         | Til        | NSømil | Dage/Timer/Minutter | Knob    |
| ------------------------ | ------------------ | ------- | ----------- | ---------- | ------ | ------------------- | ------- |
| Sirius                   | 1838 (4/4-22/4)    | B&A     | Cork        | Sandy Hook | 3583   | 18/14/22            | 8.03    |
| Great Western            | 1838 (8/4-23/4)    | GW      | Avonmouth   | New York   | 3220   | 15/12/0             | 8.66    |
| Great Western            | 1838 (2/6-17/6)    | GW      | Avonmouth   | New York   | 3140   | 14/16/0             | 8.92    |
| Great Western            | 1839 (18/5-31/5)   | GW      | Avonmouth   | New York   | 3086   | 13/12/0             | 9.52    |
| Columbia                 | 1841 (4/6-15/6)    | Cunard  | Liverpool   | Halifax    | (2534) | 10/19/0             | (9.78)  |
| Great Western            | 1843 (29/4-11/5)   | GW      | Liverpool   | New York   | 3068   | 12/18/0             | 10.03   |
| Cambria                  | 1845 (19/7-29/7)   | Cunard  | Liverpool   | Halifax    | (2534) | 9/20/30             | (10.71) |
| America                  | 1848 (3/6-12/6)    | Cunard  | Liverpool   | Halifax    | (2534) | 9/0/16              | (11.71) |
| Europa                   | 1848 (14/10-23/10) | Cunard  | Liverpool   | Halifax    | (2534) | 8/23/0              | (11.79) |
| Asia                     | 1850 (18/5-27/5)   | Cunard  | Liverpool   | Halifax    | (2534) | 8/14/50             | (12.25) |
| Pacific                  | 1850 (11/9-21/9)   | Collins | Liverpool   | New York   | (3050) | 10/4/45             | (12.46) |
| Baltic                   | 1851 (6/8-16/8)    | Collins | Liverpool   | New York   | 3039   | 9/19/26             | 12.91   |
| Baltic                   | 1854 (28/6-7/7)    | Collins | Liverpool   | New York   | 3037   | 9/16/52             | 13.04   |
| Persia                   | 1856 (19/4-29/4)   | Cunard  | Liverpool   | Sandy Hook | (3045) | 9/16/16             | (13.11) |
| Scotia                   | 1863 (19/7-27/7)   | Cunard  | Queenstown  | New York   | (2820) | 8/3/0               | (14.46) |
| Adriatic                 | 1872 (17/5-25/5)   | W.Star  | Queenstown  | Sandy Hook | 2778   | 7/23/17             | 14.53   |
| Germanic                 | 1875 (30/7-7/8)    | W.Star  | Queenstown  | Sandy Hook | 2800   | 7/23/7              | 14.65   |
| City Of Berlin           | 1875 (17/9-25/9)   | Inman   | Queenstown  | Sandy Bank | 2829   | 7/18/2              | 15.21   |
| Britannic                | 1876 (27/10-4/11)  | W.Star  | Queenstown  | Sandy Hook | 2795   | 7/13/11             | 15.43   |
| Germanic                 | 1877 (6/4-13/4)    | W.Star  | Queenstown  | Sandy Hook | 2830   | 7/11/37             | 15.76   |
| Alaska                   | 1882 (9/4-16/4)    | Guion   | Queenstown  | Sandy Hook | 2802   | 7/6/20              | 16.07   |
| Alaska                   | 1882 (14/5-21/5)   | Guion   | Queenstown  | Sandy Hook | 2871   | 7/4/12              | 16.67   |
| Alaska                   | 1882 (18/6-25/6)   | Guion   | Queenstown  | Sandy Hook | 2886   | 7/1/58              | 16.98   |
| Alaska                   | 1883 (29/4-6/5)    | Guion   | Queenstown  | Sandy Hook | 2844   | 6/23/48             | 17.05   |
| Oregon                   | 1884 (13/4-19/4)   | Guion   | Queenstown  | Sandy Hook | 2861   | 6/10/10             | 18.56   |
| Etruria                  | 1885 (16/8- 22/8)  | Cunard  | Queenstown  | Sandy Hook | 2801   | 6/5/31              | 18.73   |
| RMS Umbria               | 1887 (29/5-4/6)    | Cunard  | Queenstown  | Sandy Hook | 2848   | 6/4/12              | 19.22   |
| Etruria                  | 1888 (27/5-2/6)    | Cunard  | Queenstown  | Sandy Hook | 2854   | 6/1/55              | 19.56   |
| City of Paris            | 1889 (2/5-8/5)     | I&I     | Queenstown  | Sandy Hook | 2855   | 5/23/7              | 19.95   |
| City of Paris            | 1889 (22/8-28/8)   | I&I     | Queenstown  | Sandy Hook | 2788   | 5/19/18             | 20.01   |
| Majestic                 | 1891 (30/7-5/8)    | W.Star  | Queenstown  | Sandy Hook | 2777   | 5/18/8              | 20.10   |
| Teutonic                 | 1891 (13/8-19/8)   | W.Star  | Queenstown  | Sandy Hook | 2778   | 5/16/31             | 20.35   |
| City of Paris            | 1892 (20/7-27/7)   | I&I     | Queenstown  | Sandy Book | 2785   | 5/15/58             | 20.48   |
| City of Paris            | 1892 (13/10-18/10) | I&I     | Queenstown  | Sandy Hook | 2782   | 5/14/24             | 20.70   |
| Campania                 | 1893 (18/6-23/6)   | Cunard  | Queenstown  | Sandy Hook | 2864   | 5/15/37             | 21.12   |
| Campania                 | 1894 (12/8-17/8)   | Cunard  | Queenstown  | Sandy Hook | 2776   | 5/9/29              | 21.44   |
| Lucania                  | 1894 (26/8-31/8)   | Cunard  | Queenstown  | Sandy Hook | 2787   | 5/8/38              | 21.65   |
| Lucania                  | 1894 (23/9-28/9)   | Cunard  | Queenstown  | Sandy Hook | 2782   | 5/7/48              | 21.75   |
| Lucania                  | 1894 (21/10-26/10) | Cunard  | Queenstown  | Sandy Hook | 2779   | 5/7/23              | 21.81   |
| Kaiser Wilhelm der Große | 1898 (30/3-3/4)    | NDL     | Needles     | Sandy Hook | 3120   | 5/20/0              | 22.29   |
| Deutschland              | 1900 (6/7-12/7)    | Hapag   | Eddystone   | Sandy Hook | 3044   | 5/15/46             | 22.42   |
| Deutschland              | 1900 (26/8-1/9)    | Hapag   | Cherbourg   | Sandy Hook | 3050   | 5/12/29             | 23.02   |
| Deutschland              | 1901 (26/7-1/8)    | Hapag   | Cherbourg   | Sandy Hook | 3141   | 5/16/12             | 23.06   |
| Kronprinz Wilhelm        | 1902 (10/9-16/9)   | NDL     | Cherbourg   | Sandy Hook | 3047   | 5/11/57             | 23.09   |
| Deutschland              | 1903 (2/9-8/9)     | Hapag   | Cherbourg   | Sandy Hook | 3054   | 5/11/54             | 23.15   |
| Lusitania                | 1907 (6/10-10/10)  | Cunard  | Queenstown  | Sandy Hook | 2780   | 4/19/52             | 23.99   |
| Lusitania                | 1908 (17/5-21/5)   | Cunard  | Queenstown  | Sandy Hook | 2889   | 4/20/22             | 24.83   |
| Lusitania                | 1908 (5/7-10/7)    | Cunard  | Queenstown  | Sandy Hook | 2891   | 4/19/36             | 25.01   |
| Lusitania                | 1909 (8/8-12/8)    | Cunard  | Queenstown  | Ambrose    | 2890   | 4/16/40             | 25.65   |
| Mauretania               | 1909 (26/9-30/9)   | Cunard  | Queenstown  | Ambrose    | 2784   | 4/10/51             | 26.06   |
| Bremen                   | 1929 (17/7-22/7)   | NDL     | Cherbourg   | Ambrose    | 3164   | 4/17/42             | 27.83   |
| Europa                   | 1930 (20/3-25/3)   | NDL     | Cherbourg   | Ambrose    | 3157   | 4/17/6              | 27.91   |
| Europa                   | 1933 (27/6-2/7)    | NDL     | Cherbourg   | Ambrose    | 3149   | 4/16/48             | 27.92   |
| Rex                      | 1933 (11/8-16/8)   | Italian | Gibraltar   | Ambrose    | 3181   | 4/13/58             | 28.92   |
| Normandie                | 1935 (30/5-3/6)    | CGT     | Bishop Rock | Ambrose    | 2971   | 4/3/2               | 29.98   |
| Queen Mary               | 1936 (20/8-24/8)   | C-WS    | Bishop Rock | Ambrose    | 2907   | 4/0/27              | 30.14   |
| Normandie                | 1937 (29/7-2/8)    | CGT     | Bishop Rock | Ambrose    | 2906   | 3/23/2              | 30.58   |
| Queen Mary               | 1938 (4/8-8/8)     | C-WS    | Bishop Rock | Ambrose    | 2907   | 3/21/48             | 30.99   |
| United States            | 1952 (11/7-15/7)   | USL     | Bishop Rock | Ambrose    | 2906   | 3/12/12             | 34.51   |

### Østgående (kun de tre seneste!)
| Steamer                  | Date             | Line       | From     | To          | Nautical Miles | Days/Hours/Minutes | Knots |
| ------------------------ | ---------------- | ---------- | -------- | ----------- | -------------- | ------------------ | ----- |
| Hoverspeed Great Britain | 1990 (19/6-23/6) | ?          | ?        | ?           | ?              | 3/7/54             | 36.6  |
| Catalonia                | 1998 (-9/6)      | ?          | ?        | ?           | ?              | ?                  | 36.65 |
| Cat-Link V               | 1998 (-20/7)     | Scandlines | New York | Southampton | 2.709          | 2/20/9             | 41.28 |

## Fodnoter
1. ↑  Artiklen Daily Event for March 28 fra MaritimeQuest
2. ↑  Kludas, Arnold. "Das blaue Band des Nordatlantiks", 1999, side 10 (på tysk)